# Клоувердейл (Орегон)
Клоувердейл (англ. Cloverdale) — переписна місцевість (CDP) в США, в окрузі Тілламук штату Орегон. Населення — 267 осіб (2020).

## Географія
Клоувердейл розташований за координатами 45°12′2″ пн. ш. 123°53′3″ зх. д. / 45.20056° пн. ш. 123.88417° зх. д. (45.200608, -123.884165). За даними Бюро перепису населення США в 2010 році переписна місцевість мала площу 2,08 км², уся площа — суходіл.

### Клімат
Селище знаходиться у зоні, котра характеризується середземноморським кліматом. Найтепліший місяць — серпень із середньою температурою 15.8 °C (60.5 °F). Найхолодніший місяць — січень, із середньою температурою 6.6 °С (43.8 °F).
| Клімат Клоувердейла     | Клімат Клоувердейла | Клімат Клоувердейла | Клімат Клоувердейла | Клімат Клоувердейла | Клімат Клоувердейла | Клімат Клоувердейла | Клімат Клоувердейла | Клімат Клоувердейла | Клімат Клоувердейла | Клімат Клоувердейла | Клімат Клоувердейла | Клімат Клоувердейла | Клімат Клоувердейла |
| Показник                | Січ.                | Лют.                | Бер.                | Квіт.               | Трав.               | Черв.               | Лип.                | Серп.               | Вер.                | Жовт.               | Лист.               | Груд.               | Рік                 |
| Абсолютний максимум, °C | 20                  | 24,4                | 26,7                | 31,7                | 37,2                | 36,7                | 38,9                | 41,1                | 36,7                | 34,4                | 26,7                | 21,7                | 41,1                |
| Середній максимум, °C   | 10,1                | 11,8                | 12,5                | 14,2                | 16,8                | 18,8                | 21,2                | 21,5                | 20,9                | 17,5                | 13,1                | 10,4                | 15,7                |
| Середня температура, °C | 6,6                 | 7,7                 | 8,1                 | 9,4                 | 11,7                | 13,8                | 15,6                | 15,8                | 15,1                | 12,3                | 9,1                 | 6,9                 | 11                  |
| Середній мінімум, °C    | 3                   | 3,6                 | 3,7                 | 4,6                 | 6,7                 | 8,8                 | 9,9                 | 10,2                | 9,1                 | 7,1                 | 5,1                 | 3,4                 | 6,3                 |
| Абсолютний мінімум, °C  | −13,3               | −11,7               | −3,9                | −1,7                | −1,1                | 0,6                 | 2,2                 | 2,2                 | 0,6                 | −3,3                | −8,3                | −12,8               | −13,3               |
| Норма опадів, мм        | 314                 | 233                 | 239                 | 150                 | 105                 | 85                  | 30                  | 37                  | 85                  | 178                 | 305                 | 332                 | 2094                |
| Днів з опадами          | 20                  | 17                  | 19                  | 16                  | 13                  | 10                  | 5                   | 6                   | 8                   | 13                  | 19                  | 20                  | 166                 |
| Днів зі снігом          | 0,3                 | 0,1                 | 0,1                 | 0,1                 | 0                   | 0                   | 0                   | 0                   | 0                   | 0                   | 0,1                 | 0,3                 | 1                   |
| ----------------------- | ------------------- | ------------------- | ------------------- | ------------------- | ------------------- | ------------------- | ------------------- | ------------------- | ------------------- | ------------------- | ------------------- | ------------------- | ------------------- |
| Джерело: Weatherbase    |                     |                     |                     |                     |                     |                     |                     |                     |                     |                     |                     |                     |                     |

## Демографія
Згідно з переписом 2010 року, у переписній місцевості мешкало 250 осіб у 105 домогосподарствах у складі 79 родин. Густота населення становила 120 осіб/км². Було 116 помешкань (56/км²).
Расовий склад населення:
| - 94,0 % — білих - 2,0 % — корінних американців - 2,0 % — осіб інших рас |

До двох чи більше рас належало 2,0 %. Частка іспаномовних становила 2,0 % від усіх жителів.
За віковим діапазоном населення розподілялося таким чином: 17,2 % — особи молодші 18 років, 58,4 % — особи у віці 18—64 років, 24,4 % — особи у віці 65 років та старші. Медіана віку мешканця становила 51,4 року. На 100 осіб жіночої статі у переписній місцевості припадало 117,4 чоловіків; на 100 жінок у віці від 18 років та старших — 109,1 чоловіків також старших 18 років.
Середній дохід на одне домашнє господарство становив 70 717 доларів США (медіана — 85 714), а середній дохід на одну сім'ю — 82 056 доларів (медіана — 100 417).
Цивільне працевлаштоване населення становило 78 осіб. Основні галузі зайнятості: освіта, охорона здоров'я та соціальна допомога — 47,4 %, транспорт — 44,9 %, будівництво — 7,7 %.